# Зафиров, Красимир
Красимир Зафиров (20 мая 1950, Бяла, Болгария) — бывший вратарь клуба Спартак (Варна). Отыграл за этот клуб в общей сложности 16 лет, провёл 461 матч. В Группе А — 227 матчей. Дважды становился лучшим вратарём первенства в 1984 и 1986 годах. Провёл 3 матча за сборную Болгарии. Красимир Зафиров является одним из лучших игроков футбольного клуба Спартак (Варна) за всю историю.